# Crazy Rhythm
Crazy Rhythm ist ein Popsong, den Joseph Meyer, Roger Wolfe Kahn (Musik) und Irving Caesar (Text) verfassten und 1928 veröffentlichten. Der Song wurde ab den 1930er-Jahren zu einem beliebten Jazzstandard.

## Hintergrund

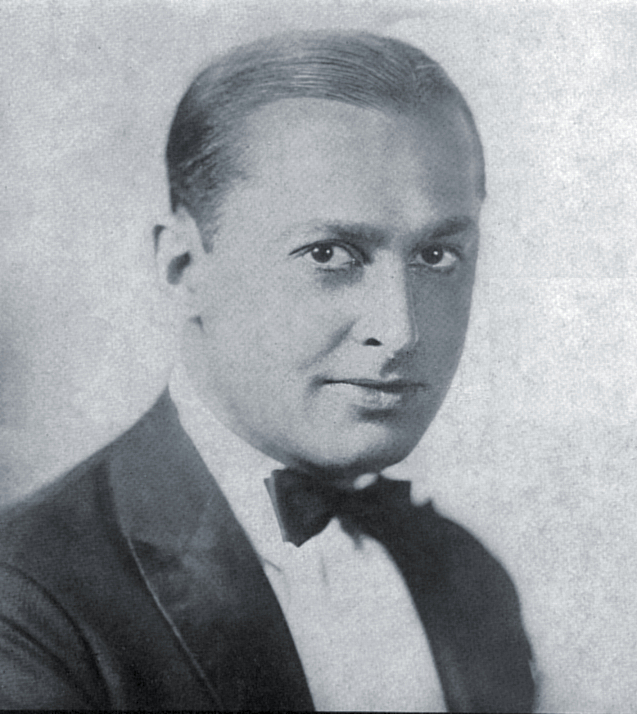
Ben Bernie, 1932

Caesar, Meyer und Kahn schrieben zusammen die Musikkomödie Here’s Howe, die im Mai 1928 am New Yorker Broadhurst Theatre Premiere hatte. Der in G-Dur in der Form AABA' geschriebene Song wurde in dem Stück von Ben Bernie, Peggy Chamberlain und June O’Dea vorgestellt. Ende des Jahres wurde der  Song auch in dem Musical Luckee  Girl verwendet. Der Riff-ähnliche Refrain bewegt sich um die Noten A-Dur, G-Dur und Fis-Dur; „der eingängige Liedtext betrauert auf komische Weise die Wirkung seiner Hot-Rhythmik“:
What’s the use of prohibition?
You produce the same condition
Crazy rhythm, I’ve gone crazy too.
Caesars Text nimmt auf prophetische Weise den bevorstehenden Crash der Wall Street von 1929 voraus:
I feel like the Emperor Nero when Rome was a very hot town.

Father Knickerbocker, forgive me, I play while your city burns down.
Obwohl die Show nur mäßig erfolgreich war, erlangte der Song Crazy Rhythm bald große Bekanntheit in den Vereinigten Staaten, populär durch die Plattenaufnahmen von Roger Wolfe Kahn (Victor, mit Franklyn Baur, Gesang) und Ben Bernie and His Roosevelt Orchestra. (Brunswick) „Die ansteckenden rhythmischen Patterns und gleichbleibenden Harmonien passten gut zur Jazzimprovisation, meist in Upbeat-Tempo.“

## Erste Aufnahmen und spätere Coverversionen
Zu den Musikern, die den Song ab April 1928 coverten, gehörten Miff Mole (OKeh), Bill Haid and His Cubs (Broadway), Lou Gold & His Orchestra (Bamar), Johnny Marvin (Victor), Sammy Stewart (Vocalion), in London Fred Elizalde  (Brunswick) und Ray Starita (Columbia), in Berlin  und in Paris Lud Gluskin. Auch Carroll Gibbons and His New Mayfair Dance Orchestra (mit Whispering Jack Smith, Gesang) und Cliff Jackson nahmen den Song auf.

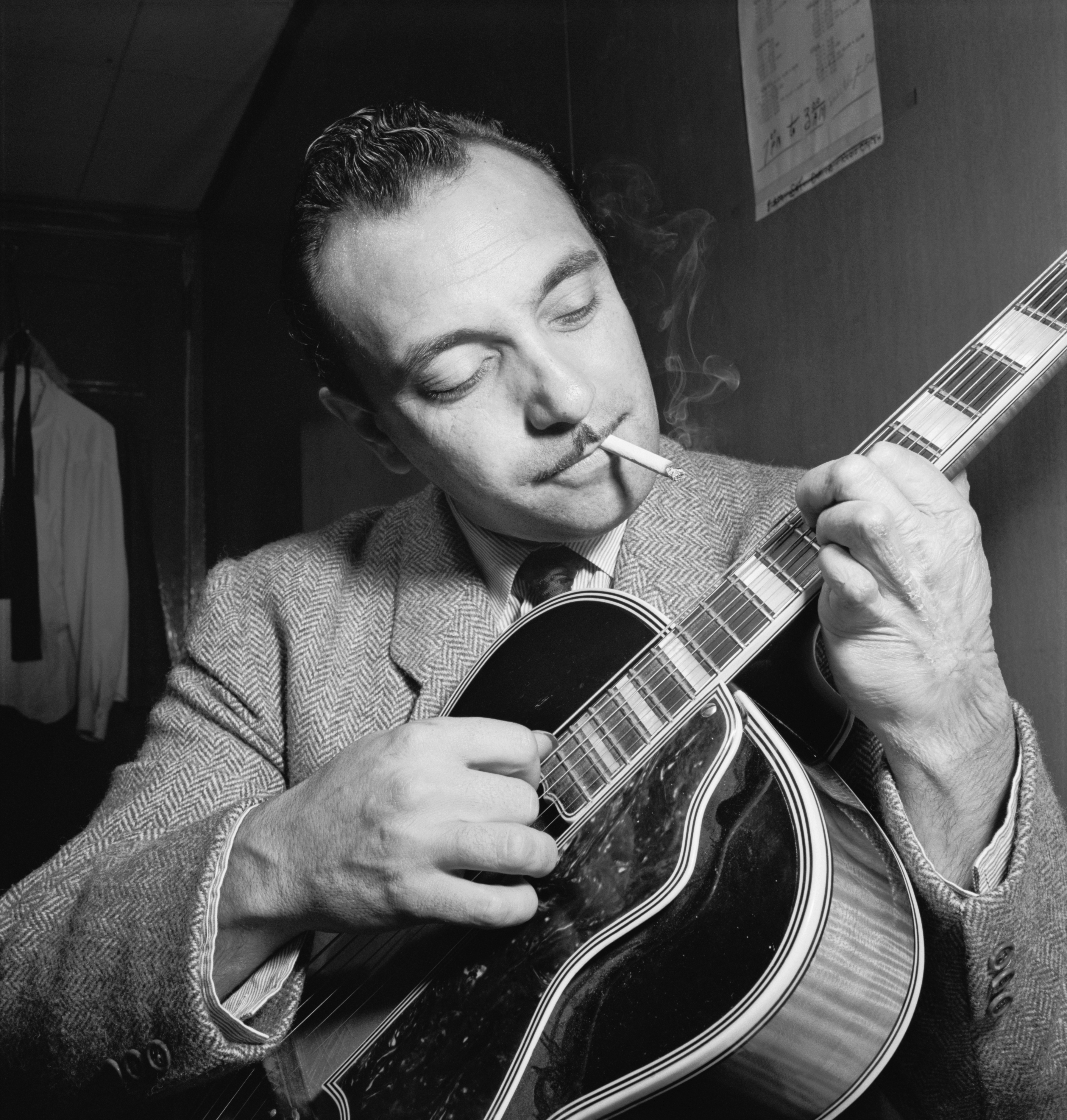
Django Reinhardt im New Yorker Jazzclub Aquarium, Ende Oktober 1946.

Ab den 1930er-Jahren nahmen auch die Swingbands von Woody Herman, Harry James, Stan Kenton, Lionel Hampton, Benny Carter und Benny Goodman den Song auf. 1935 spielte ihn Alix Combelle mit dem Quintette du Hot Club de France; zwei Jahre später Django Reinhardt bei seiner Pariser Session mit Coleman Hawkins und Benny Carter.
Ein Comeback erlebte Crazy Rhythm 1950 durch den Erfolg des Films Tea for Two mit Doris Day, Gordon MacRae und Gene Nelson. Letzterer sang ihn im Duett mit Patrice Wymore. In den folgenden Jahren wurde das Lied u. a. von Vokalisten wie Mark Murphy, Ella Fitzgerald und Frank Sinatra gecovert, ferner von Bud Shank, Barney Kessel, Sidney Bechet, dem Dave Brubeck Quartet, Rob McConnell, Oscar Pettiford, Miles Davis,  Red Garland, Erroll Garner, Stuff Smith, Jay McShann/Ralph Sutton, Chico Hamilton und Art Tatum. Der Diskograf Tom Lord listet im Bereich des Jazz insgesamt 357 (Stand 2015) Coverversionen. Verwendung fand der Song u. a. auch in mehreren Filmen; Dan Dailey sang Crazy Rhythm in You Were Meant for Me (1948).